# Ключ 59
| 彡                     | 彡             | 彡             |
| ---------------------- | -------------- | -------------- |
| 58                     | 59             | 60             |
| Піньінь:               | shān           | shān           |
| Чжуїнь:                | ㄕㄢ           | ㄕㄢ           |
| Вейд-Джайлз:           | shan1          | shan1          |
| Ютпхін:                | saam1          | saam1          |
| Он:                    |                |                |
| Кун:                   |                |                |
| Кандзі:                | 彡旁 sanzukuri | 彡旁 sanzukuri |
| Хун:                   | 터럭 teoreok   | 터럭 teoreok   |
| Им:                    | 삼 sam         | 삼 sam         |
| Індекс у Вікісловнику: | 彡             | 彡             |

Ключ 59 — ієрогліфічний ключ, що означає щетина або борода і є одним із 31 (загалом існує 214) ключа Кансі, що складаються з трьох рисок.
У Словнику Кансі 62 символи із 40 030 використовують цей ключ.

## Символи, що використовують ключ 59

Як писати ієрогліф.

| без додаткових | 彡          |
| 4 додаткові    | 形 彣 彤    |
| 6 додаткових   | 彥 彦       |
| 7 додаткових   | 彧 彨       |
| 8 додаткових   | 彩 彪 彫 彬 |
| 9 додаткових   | 彭          |
| 10 додаткових  | 彮          |
| 11 додаткових  | 彯 彰       |
| 12 додаткових  | 影          |
| 19 додаткових  | 彲          |